# Мартини, Христиан
Христиан Мартини (1699—1739) — физик, философ.
Последователь немецкого ученого-энциклопедиста, философа, юриста и математика Христиана фон Вольфа, написал труд в его защиту. В 1724 г., когда Л. Блюментрост обратился к Вольфу с просьбой посоветовать учёных для приглашения в Санкт-Петербургскую академию наук, последний, не зная Мартини лично, рекомендовал его Блюментросту в качестве адъюнкта по кафедре физики или математики.
Зачислен профессором по кафедре физики Петербургской АН с 13 января 1725 г., профессор логики и метафизики с 14 января 1726 г. В контракте по желанию Мартини было указано, что он будет преподавать физику «по началам Вольфа».
У Мартини сразу не сложились отношения с академиком Г. Бильфингером, который превосходил его по знаниям и исследовательским показателям. 25 января 1729 г. Христиан Мартини получил отставку от академического звания, а 2 мая 1729 г. уехал из Петербурга за границу. После 1739 г. сведения о нём теряются.
Одно из самых известных сочинений Мартини, опубликованное после его возвращения из России — «Сообщения из России» (Martini Christian. «Nachricht aus Russland» Frankfurt und Leipzig, 1731), как характеризует его историограф Ф. И. Миллер, «носит компилятивный характер» и показывает, что Мартини мало знал Россию. Но при бедности тогдашней литературы для изучения России оно считалось на Западе одним из источников русской истории. Наряду с переводами других источников о России, в сочинение вошли оригинальные рассказы самого автора: о сподвижниках и фаворитах императора Петра I — генерале Девиере; графе А. Д. Меншикове и других.